# Марк Аврелий Децим
Марк Аврелий Децим (лат. Marcus Aurelius Decimus) — римский политический деятель второй половины III века.
Надписи свидетельствуют, что Децим занимал должность принцепса перегиринов — начальника фрументариев, дислоцировавшихся в Иностранном лагере в Риме. Однако год нахождения его на этой должности неизвестен. Кроме того, в 283/284 году Децим занимал пост презида Нумидии. Он был язычником и поклонялся Юпитеру Базосену.